# Chuño

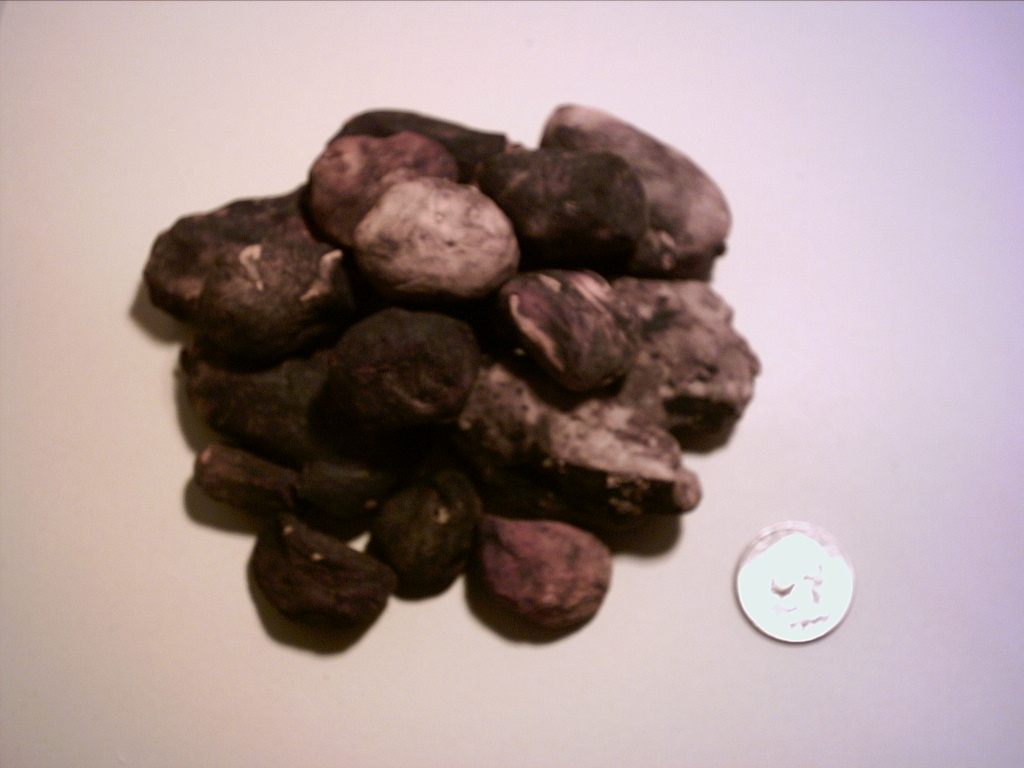
El chuño, producto no sometido al blanqueado, tiene menor valor en el mercado que la tunta (o chuño blanco).

El chuño o chuno, también llamado tunta cuando es blanco, es un alimento a base de tubérculos (normalmente papa) desecados (por lo general por liofilización) típico del altiplano andino. El nombre proviene de os Andes centrales (aimara, quechua: ch'uñu, que es papa procesada).
El chuño es una forma tradicional de conservar y almacenar papas durante largas temporadas, a veces durante años. Como tal, este producto es uno de los elementos centrales de la alimentación indígena y, en general, de la gastronomía de la región altiplánica de América del Sur, particularmente de las zonas andinas de  Perú y Bolivia. También se consume en el norte de Argentina, litoral de Uruguay, el norte de Chile y en el sur de Ecuador. 
En Argentina, Bolivia, Perú, Ecuador y Chile también puede referirse a la fécula de papa (y a algunos productos preparados con esta), obtenido mediante la molienda de los tubérculos y la decantación de los gránulos de almidón que se mantienen flotando en el jugo. Con él, en Argentina, ocasionalmente se preparan postres que llegan a ser semejantes a los flanes; en la costa del Perú se utiliza para la elaboración de las mazamorras.

## Orígenes
Las comunidades indígenas de los Andes Centrales han desecado tubérculos para su conservación desde la época precolombina. La evidencia más antigua de su consumo se ha encontrado en una pieza arqueológica hallada en Perú, un batán que aún conservaba restos de chuño molido. También se han encontrado chuños en emplazamientos arqueológicos de la cultura tiahuanaco, que floreció alrededor de la meseta del lago Titicaca y que desapareció en el siglo XII. Los registros coloniales también mencionan la existencia del chuño, el texto de Bernabé Cobo de 1608, hablando sobre ciertas vasijas del Perú menciona:
Del pan ordinario que usar dijeya...ser el maíz, quínua y chuño o papas secas y verdes.Tuestan el maíz en unas cazuelas de barro agujereadasy  sírveles  de  pan  y  es  el  más  usado  matalotaje  que llevan cuando caminan, particularmente una harina quedel hacen. Tuestan una especie de maíz hasta que re-vienta y se abre, al cual llaman pasancalla y tienen porcolación y también confitura.
Esto da una idea de la continuidad de la fabricación tradicional de chuño a través de un prolongado período en los Andes.

## Elaboración
El chuño se obtiene tradicionalmente mediante liofilización de las patatas. La liofilización natural requiere de condiciones meteorológicas que garanticen heladas intensas, motivo por el cual la fabricación de chuño es estacional. En los Andes, la época de heladas suele ser los meses de junio y julio, tras el solsticio de invierno en el hemisferio Sur.

La elaboración de chuño comienza con la selección de los tubérculos cosechados, entre los que se da preferencia a los de pequeño diámetro. Estas papas pequeñas se extienden en suelo plano, cubierto de pajas o pastos secos, y se someten a ciclos alternos de congelación y asoleamiento, de manera que los tubérculos se congelan durante las heladas nocturnas y pierden el agua congelada con el sol del día. Pasados unos tres días, se trasladan a otro lugar donde son "pisados" para eliminar la poca agua que queda tras la liofilización y se retira la piel, tras lo cual continúan los ciclos de congelación y descongelación. El proceso completo toma alrededor de 20 días y se realiza de forma comunitaria. El resultado es una reducción de al menos un 80% del peso de las papas, facilitando su transporte, almacenaje y conservación.

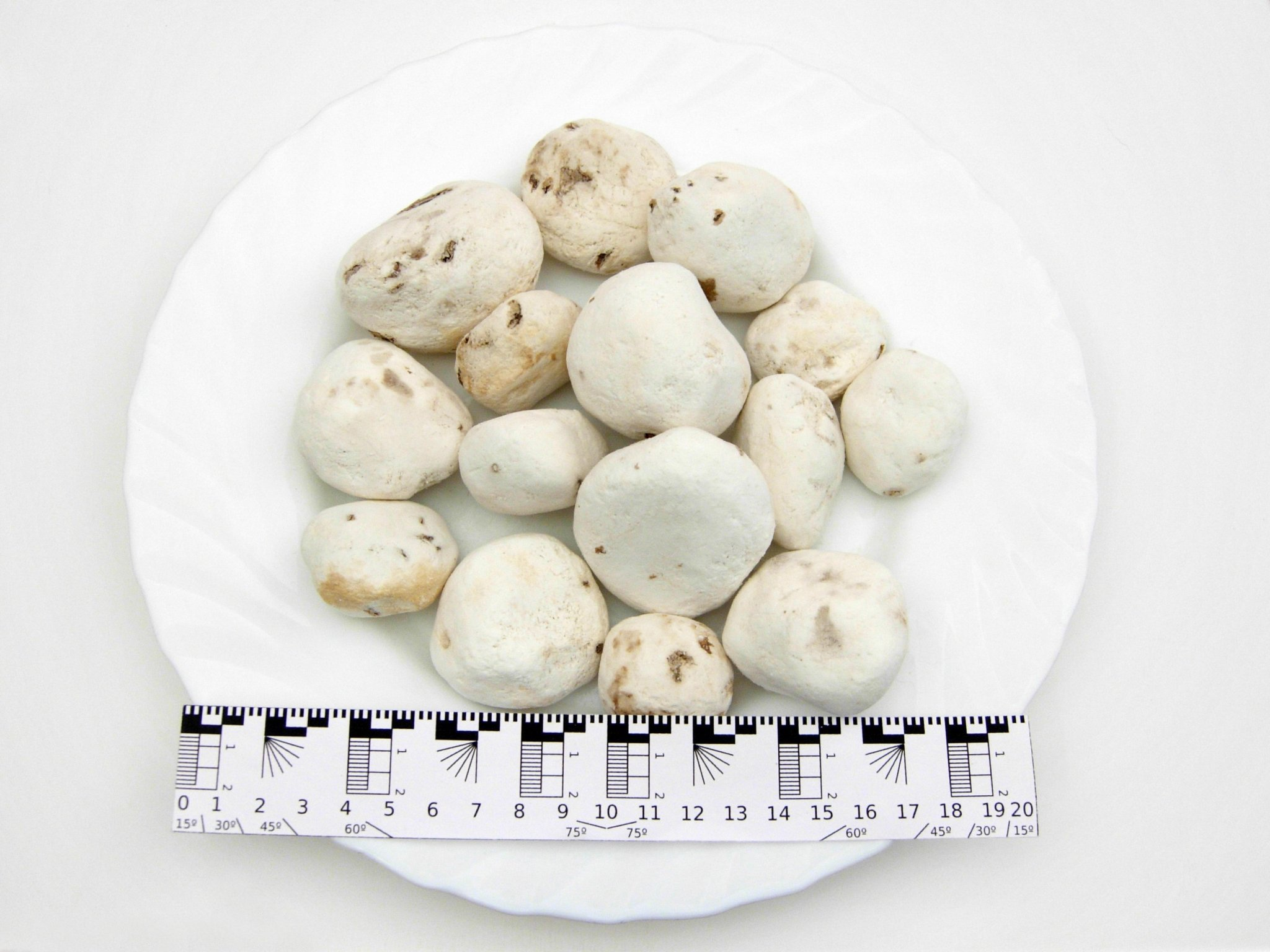
A diferencia del chuño, cuando se prepara la tunta esta se somete al agua de río.

### Chuño o chuño negro
El chuño negro es el resultado del proceso arriba descrito. Tras el proceso de congelación y pisado, el chuño se deja secar al sol. El contacto con el aire provoca la oxidación de ciertas sustancias presentes en el chuño, dándole un característico color que va desde el marrón oscuro hasta el negro.

### Tunta o chuño blanco
La tunta se obtiene exponiendo los tubérculos congelados al agua antes de secarlos al sol. Este proceso varía con la región; por ejemplo, en Perú se depositan en agua de río o laguna en costales permeables de plástico. Tras unos quince días de lavado, el proceso finaliza con un secado al sol. En Bolivia se conoce este producto como tunta, y en algunos lugares del Perú como chuño blanco y también como moraya.

## Conservación y consumo

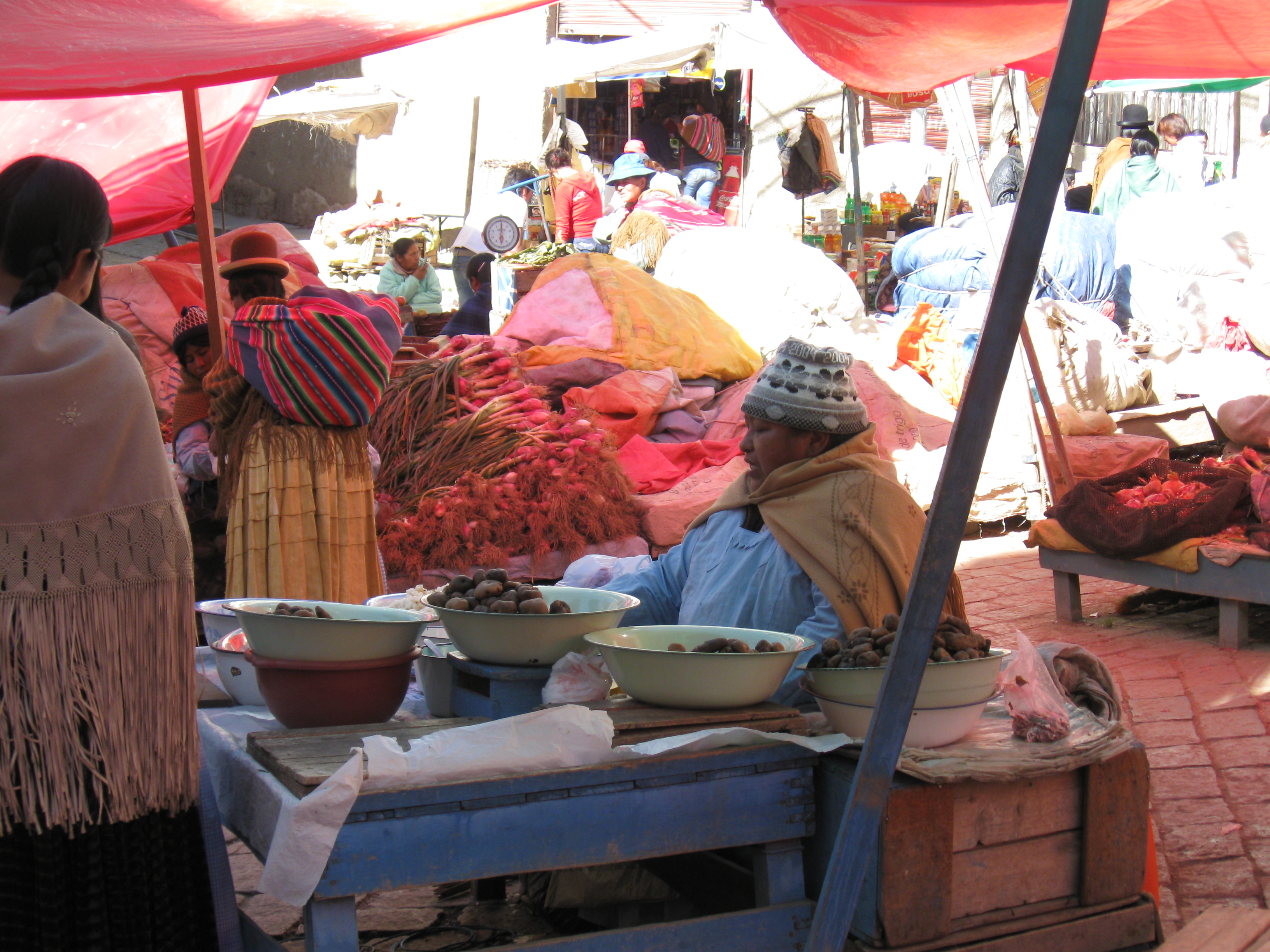
Un puesto de chuño remojado en un mercado de La Paz.

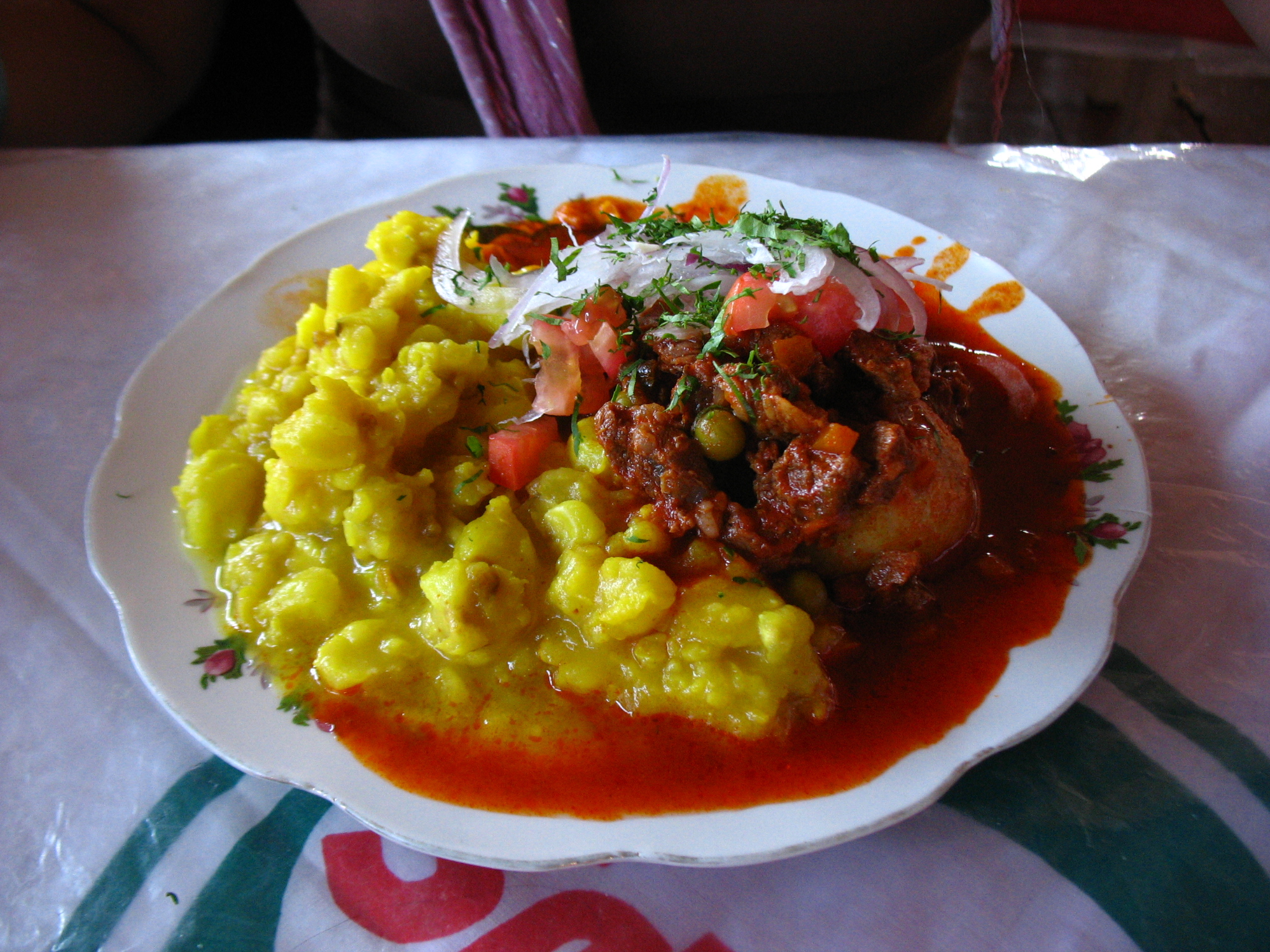
Plato de maíz con tunta y ají de carne, servido en Potosí, Bolivia.

Secado el chuño, y con mínimas exigencias de almacenamiento, el producto puede durar largo tiempo, incluso años.
Su consumo es variado, desde postres hasta platos elaborados, pasando por harina de chuño que es un ingrediente esencial de diversos platos de la gastronomía alto andina.
Cabe destacar que no son los únicos productos que se congelan para su conservación, existe también la caya que es una versión congelada de la oca.
Durante la Segunda Guerra Mundial, los nutricionistas de los ejércitos aliados descubrieron el valor del chuño y a partir de este inventaron los hoy tan comunes purés instantáneos.
Para su preparación, se rehidratan las piezas remojándolas en agua durante varias horas, posteriormente se someten a diferentes tipos de cocción y preparación. Entre los platos que incluyen al chuño como ingrediente principal se encuentra el chairo o el chuño pasi.

## Influencia cultural

### En Bolivia
En la zona andina es común usar la palabra chuño para referirse al hocico de las mascotas, más específicamente, de los perros. 
En 2018, el Gobierno Autónomo Municipal de La Paz lanzó una campaña denominada "la norma de Chuño" para implementar la Ley Municipal 239 sobre  la tenencia responsable de mascotas.
En 2020 se hizo famoso en redes sociales el personaje "Chuñoman", un youtuber que satirizó la información falsa sobre el COVID-19, afirmando que era inmune al coronavirus por consumir chuño. En 2021, "chuñoman" fue elogiado por el ministro de Gobierno Carlos Eduardo del Castillo por su postura reaccionaria frente al Gobierno transitorio de Jeanine Áñez.